# Digimon World 2003
Digimon World 2003: Le epiche avventure (デジモンワールド3 新たなる冒険の扉?, Dejimon Wārudo 3: Aratanaru Bouken no Tobira, lett. Digimon World 3: La porta per una nuova avventura) è il terzo capitolo della saga principale di Digimon World, sempre per piattaforma PlayStation. Il gioco ha subito un cambio netto di nome soltanto in Europa, per la mancata localizzazione del precedente capitolo che rendeva privo di logica il mantenimento del nome originale. Per quanto riguarda il finale del gioco, mentre nella versione americana non è presente il post game, nella versione europea è possibile continuare: dopo aver sconfitto Galacticmon, infatti, Junior torna al server Amaterasu per svolgere una prova di gioco. Ciò potrebbe dipendere dal fatto che la versione americana è uscita prima di quella giapponese.

## Trama
Junior, ragazzo di dodici anni, è intento a cimentarsi in uno dei giochi più conosciuti del suo tempo: “Digimon Online”. Esso consiste in un mondo che, seppur virtuale, è in grado di ospitare realmente i giocatori, permettendo loro di interagire con le creature digitali che lo abitano, note come Digimon.
Assieme ai suoi amici Teddy ed Ivy, Junior incomincia la sua partita. Lo scopo del gioco online consiste nel trovare e battere quattro governatori, delle altrettante città presenti sul server Asuka, riuscendo così ad ottenere il titolo di “Campione del Mondo”.
Ignari di quello che sarebbe successo di lì a poco, ciascuno dei tre ragazzi si avventura all'interno del gioco, dopo aver scelto la propria squadra di tre Digimon iniziali e cambiato il proprio nome. Ivy, in particolare, decide di utilizzare come nome Kail, mentre Teddy preferisce non cambiarlo.
A partita inoltrata, i giocatori scoprono di essere rimasti intrappolati all'interno del server stesso, a causa di un presunto errore nel sistema. La “Signora del Gioco”, in vece dell'azienda produttrice MAGAMI, rassicura che la situazione è sotto il loro controllo, indicando che il problema si è originato a causa dell'attacco di un hacker famoso, conosciuto come “Topo Fortunato”, che dopo si scoprirà essere il fratello maggiore di Ivy.
Compresa la gravità della situazione, Junior e Kail sono ulteriormente informati della scomparsa del loro amico Teddy, dovuta sempre per mano dell'hacker in questione. Una volta scoperta la locazione di quest'ultimo, nel settore ovest che si trova oltre un immenso oceano, essi si dirigono verso di essa senza esitazione.
Raggiunta la città di Byakko, presente in questo settore, i ragazzi scoprono che essa è invasa da truppe di soldati, contro le quali saranno costretti a scontrarsi. Pur riuscendo a sconfiggerne il comandante, Junior è fatto però prigioniero proprio da quest'ultimo, non riuscendo più a fuggire.
È solo grazie all'intervento provvidenziale di un Numemon se il ragazzo riesce, finalmente, a liberarsi. Insospettito proprio dal suo salvatore, che gli aveva suggerito di andarsene e non fare più ritorno, Junior decide di inseguirlo di nascosto; scopre così che quel Digimon non è altri che il famoso hacker, Topo Fortunato.
Tuttavia, non solo l'hacker non è il reale responsabile della situazione, ma si scopre essere il fratello scomparso di Kail, di nome Kurt, il quale sta lavorando ingaggiato come agente contro l'organizzazione criminale A.o.A, conosciuta per il recente terrorismo presente su internet e per aver sfruttato già i Digimon in passato. Kurt rivela loro di come sia la stessa azienda MAGAMI a lavorare per conto dell'organizzazione, e di come sia scopo di entrambe quello di distruggere l'intero Giappone.
Sorpresi da dei soldati durante la loro conversazione, Kurt finisce per essere trasformato in un Oinkmon per aver protetto i ragazzi col proprio corpo. Junior sconfigge i soldati in questione e decide di ritornare al server Asuka, allo scopo di trovare e battere la Signora del Gioco.
Pur riuscendovi, le operazioni dell'A.o.A non sono state ancora del tutto fermate: essi hanno rilasciato nella rete un Digimon potentissimo, Vemmon, con il quale la stanno radendo completamente al suolo.
Ritrovato e liberato l'amico Teddy, quest'ultimo informa i ragazzi della reale locazione della base operativa dell'A.o.A, MAGASTA, e dei giusti mezzi per raggiungerla.
Durante i successivi eventi, Junior viene a conoscenza del reale obiettivo dell'organizzazione: attivare la Juggernaut, autentica fortezza militare semovente, con la quale riuscire a far digievolvere Vemmon e, con esso, distruggere il mondo.
I ragazzi non riescono, purtroppo, ad arrivare a MAGASTA per tempo: Vemmon si è ormai digievoluto in Destromon.
Tuttavia, essi non si danno per vinti e, raggiunto il server Amaterasu, arrivano a sfidare e battere il presidente della MAGAMI in persona. A questo punto, Junior attiva il computer centrale, col quale riesce a distruggere Destromon impedendogli di concludere la sua opera.
Nonostante tutto, l'A.o.A continua imperterrita e contagia la rete con un virus informatico, il quale trasforma tutti i giocatori presenti nel gioco in Oinkmon, come accaduto con Kurt.
Soltanto Junior e Kail rimangono illesi, ed il primo riceve una sfida da una misteriosa entità malefica, Lord Megadeath, contro la quale dovrà scontrarsi in cima al satellite militare Gunslinger.
Junior riesce a battere l'avversario, ma quest'ultimo è riuscito nell'intento di creare un terribile Digimon, Snatchmon. Snatchmon uccide il suo creatore e si fonde con il satellite, diventando Galacticmon.
Il ragazzo riesce, ad ogni modo, a sconfiggerlo facendolo precipitare sulla Terra la cui atmosfera lo disintegra.
L'A.o.A è stata, così, definitivamente fermata e tutto ritorna alla normalità.
Tre mesi dopo la fine di questi eventi, Junior ritorna nel gioco, scoprendo che Kurt è divenuto il nuovo presidente della MAGAMI e il Campione del Mondo, e che sono stati scelti i quattro nuovi governatori dei server.

## Modalità di gioco
Essendo l'ambientazione quella di un JRPG, inizialmente il giocatore è invitato a vagare per il mondo virtuale allo scopo di trovare e battere i quattro governatori delle altrettante città presenti in esso. Una volta portato a termine tale compito, egli ha la possibilità di partecipare al torneo per l'assegnazione del titolo di "Campione del Mondo".
Tuttavia, da semplice partita, il giocatore è progressivamente invischiato nei piani malefici dell'organizzazione criminale A.o.A, dalla quale dovrà difendersi ed arrestarne le operazioni.
Durante il cammino, per poter proseguire è necessario che egli compia delle missioni, tra cui rientrano combattimenti cruenti ed il recupero di oggetti, importanti ai fini della storia stessa.
Il vero fulcro del gioco stesso è, però, quello dei combattimenti. Rispetto ai precedenti capitoli, essi avvengono in maniera totalmente casuale e, pertanto, sono impossibili da evitare. Lo scontro con i Digimon avversari avviene a turni, basati sulla velocità dei Digimon combattenti. Se un Digimon è particolarmente agile, è in grado di attaccare consecutivamente, per un massimo di due volte.
Seppure il giocatore abbia la possibilità di portare con sé un massimo di tre Digimon, gli scontri avvengono sempre uno contro uno; lo stesso discorso vale per i Digimon avversari, soprattutto per i boss.
Il giocatore ha pieno controllo di ogni elemento sostanziale delle lotte, tra cui la possibilità di far eseguire ai propri Digimon una delle tre modalità di Digievoluzione presenti: la digievoluzione normale, quella definita "Blast" e la DNA Digievoluzione.
Tutte e tre sono digievoluzioni temporanee ma, mentre nel primo tipo è possibile decidere autonomamente in quale livello far digievolvere la creatura, negli altri due non è così immediato.
Per quanto concerne la Digievoluzione Blast, essa si basa su un sistema di conteggio dei danni ricevuti dal proprio Digimon: una volta riempita una barra, la creatura digievolve automaticamente ad un livello successivo, pur non avendolo ancora sbloccato ufficialmente, onde evitare la sconfitta ed in modo da poter utilizzare l'attacco più potente del nuovo Digimon.
Nella DNA Digievoluzione, invece, due Digimon della squadra si fondono per ottenerne uno più potente. Tuttavia, solo i livelli successivi all'intermedio possono attuarla.
Altre caratteristiche degne di nota sono la presenza dei cosiddetti "Agenti DRI" e del gioco di carte.
Gli Agenti DRI sono una novità di questo gioco e consentono di sbloccare nuovi Digimon partner, a patto di svolgere un certo tipo di missioni.
In particolare, al giocatore è richiesto di battere un Digimon di Livello Evoluto, di cui otterrà il Livello Intermedio, se non lo ha già sbloccato precedentemente. In quest'ultimo caso, non ottiene nulla dall'Agente, se non degli apprezzamenti riguardanti il modo in cui sta allenando i propri Digimon.
Il gioco di carte, infine, è una simpatica aggiunta per ottenere una prolungata esperienza di gioco. Versione molto semplificata del gioco di carte originale, ad esso sono legate una moltitudine di sotto-quest che creano un'avventura a parte rispetto a quella principale.

## Digimon presenti nel gioco

### Digimon controllabili
Starter Kit
- Bilanciato: Kotemon, Renamon, Patamon
- Potente: Agumon, Monmon, Renamon
- Esagerato: Guilmon, Kumamon, Patamon

Intermedio
- Veemon

Campione
- Angemon
- Devimon
- Dinohyumon
- ExVeemon
- Greymon
- Grizzmon

- Growlmon
- Hookmon
- Kabuterimon
- Kyubimon
- Stingmon

Evoluto
- Angewomon
- Armormon
- Digitamamon
- GrapLeomon
- Kyukimon
- MagnaAngemon
- MetalGreymon
- MetalMamemon

- Myotismon
- Paildramon
- SkullGreymon
- Taomon
- WarGrowlmon

Mega
- Beelzemon
- BlackWarGreymon
- Cannondramon
- Diaboromon
- Gallantmon
- GranKuwagamon
- GuardiAngemon
- Imperialdramon
- Imperialdramon Fighter Mode

- Imperialdramon Paladin Mode
- Marsmon
- MegaGargomon
- MaloMyotismon
- MetalGarurumon
- Omnimon
- Phoenixmon
- Rosemon
- Sakuyamon
- Seraphimon
- WarGreymon

DNA Digievoluzioni
- Agunimon
- AncientGreymon
- BladeGarurumon

### Digimon non controllabili
In grassetto sono contrassegnati i Digimon presenti solamente come boss da affrontare.
Intermedio
- Betamon
- DemiDevimon
- Gizamon
- Goburimon
- Hagurumon
- Kunemon
- Tapirmon
- Vemmon

Campione
- Airdramon
- Apemon
- Baronmon
- Clockmon
- Coelamon
- Dokugumon
- Dolphmon
- Drimogemon
- Flymon
- Fugamon
- Gekomon
- Gesomon
- Guardromon
- Kiwimon
- Kokatorimon
- Kurisarimon
- Kuwagamon
- Lynxmon
- Maildramon
- Meramon

- Minotarumon
- Musyamon
- Numemon
- Octomon
- Ogremon
- Quetzalmon
- Roachmon
- Seadramon
- Shadramon
- Shellmon
- Snimon
- Sukamon
- Tankmon
- Tuskmon
- Tylomon
- Tyrannomon
- Vegiemon
- Vilemon
- Whamon
- Woodmon
- Yanmamon

Evoluto
- Andromon
- Antylamon
- Arukenimon
- Bakemon
- BlackKingNumemon
- BlackWarGrowlmon
- Blossomon
- BlueMeramon

- Brachiomon
- Bulbmon
- Datamon
- Divermon
- Dragomon
- Etemon
- Garbagemon
- Giromon
- Kimeramon
- Knightmon
- LadyDevimon
- Mamemon
- Mammothmon
- MarineDevimon
- MasterTyrannomon
- Megadramon
- MegaSeadramon
- MetalTyrannomon
- Minotarumon
- Okuwamon
- Persiamon
- Phantomon
- RedVegiemon
- Scorpiomon
- ShogunGekomon
- SkullMeramon
- SkullSatamon
- Triceramon
- Vademon
- WaruMonzaemon
- Whamon

Mega
- Apokarimon
- Armageddemon
- BlackImperialdramon
- BlackMegaGargomon
- BlackSeraphimon
- BlackWarGreymon
- Boltmon
- Creepymon
- Fuujinmon
- Ghoulmon
- Gryphonmon
- HerculesKabuterimon
- HiAndromon
- KingEtemon
- Machinedramon
- MetalEtemon
- MetalSeadramon
- Pharaohmon
- Piedmon
- Pukumon
- Puppetmon
- Raijinmon
- SkullMammothmon
- Suijinmon
- Valkyrimon
- VenomMyotismon
- Vikemon
- Zanbamon

Altri
- Galacticmon

## Digimon esclusivi del gioco
Molti dei Digimon su cui verte la trama, sono stati ideati appositamente per questo videogioco. Essi, pertanto, non sono presenti in altre opere legate al franchise (ad eccezione di Oinkmon), risultando privi di molte informazioni a loro riguardo.

### Oinkmon
Oinkmon (ブーモン?, Buumon) è un Digimon simile ad un maiale, docile ed incapace di attaccare. Quando gli esseri umani presenti nel mondo di Digimon Online sono privati della loro matrice dati, si trasformano in queste creature. L'organizzazione criminale A.o.A sfrutta questo sistema a proprio vantaggio, in modo da poter condurre indisturbata il proprio piano di distruzione del mondo.
Non sono noti ulteriori dettagli in riferimento a questo Digimon.
Questo Digimon fa la sua prima apparizione in Digimon Adventure, quando T.K. cerca di immaginare la digievoluzione di Patamon.

### Cardmon
I Cardmon (カードモン?) sono delle specie di Digimon che possono variare di livello a seconda del numero di carte che presentano attorno al proprio corpo. Ne esistono, inoltre, due sottospecie a seconda del luogo in cui vivono: la specie che vive sulla terra ferma è contrassegnata dal numero 1 ed è di colore giallo, mentre quella acquatica è contrassegnata dal numero 2 ed è di colore blu. La seconda sottospecie, inoltre, ha un aspetto che rassomiglia vagamente quello dei pesci.
I Digimon appartenenti a questa specie sono i seguenti:
- Cardmon C1 (カードモンＣ１) e Cardmon C2 (カードモンＣ２) sono di Livello Intermedio e presentano una sola carta attorno al proprio corpo.
- Cardmon U1 (カードモンU１) e Cardmon U2 (カードモンU２) sono di Livello Campione e presentano due carte attorno al proprio corpo.
- Cardmon R1 (カードモンR１) e Cardmon R2 (カードモンR２) sono di Livello Evoluto e presentano tre carte attorno al proprio corpo.
- Cardmon S1 (カードモンS１) e Cardmon S2 (カードモンS２) sono di Livello Mega e presentano quattro carte attorno al proprio corpo.

### Vemmon
Vemmon (ベムモン?, Bemmon) è un Digimon di Livello Intermedio creato artificialmente dagli esseri umani, per poter essere da questi ultimi utilizzato come un'arma dai molteplici utilizzi.
Quest'essere rassomiglia ad un piccolo alieno violaceo, dotato di mani con due sole dita e di gambe con le articolazioni rovesciate. Sul suo capo allungato presenta un elmetto di color viola scuro, mentre dei suoi occhi verdi, quello sinistro è coperto da un visore nero. Per qualche oscura ragione, possiede una catena attaccata al proprio collo.
Vemmon appare inizialmente come una creatura molto debole. Il suo principale attacco è relativamente innocuo, ma ha il fastidioso effetto di sottrarre energia dal proprio avversario, in modo da impedirgli di utilizzare attacchi potenti.
Tuttavia, la vera forza di questo Digimon è qualcosa di sorprendente: Vemmon possiede, infatti, un'abilità unica che gli consente di fondere la propria matrice dati con la tecnologia presente nei paraggi. Ciò gli permette di trasformarsi in un'autentica personificazione dei marchingegni che assorbe dentro di sé.
Questa creatura possiede anche la capacità di trasformare gli esseri umani in Oinkmon, privandoli delle loro matrici dati.
Dopo la sconfitta di Galacticmon, si ipotizza che tutti i Vemmon siano stati sottratti dal controllo degli esseri umani corrotti o, invece, che siano stati totalmente distrutti.

### Snatchmon
Snatchmon (スナッチモン?) è un Digimon nato, a detta di Lord Megadeath, dalla fusione di quattro Vemmon. È una creatura simile ad un umanoide violaceo con in testa un casco dotato di un ampio visore e di una spessa coda arricciata.
Quest'essere si sottrae dal controllo del proprio padrone, rifiutandosi di essere schiavo di chicchessia. Assorbe così Lord Megadeath, dimostrando di avere l'abilità di fondersi non soltanto con la tecnologia, ma anche con qualsiasi altra forma di vita digitale, per sostenere ulteriormente la propria.
Snatchmon dichiara di essere il Digimon più potente che sia mai esistito e, data la sua abilità di fondere la propria matrice dati con la tecnologia, potrebbe essere effettivamente così.
Dopo un breve dialogo con Junior, Snatchmon non perde ulteriormente tempo: si fonde con il satellite militare Gunslinger, divenendo così il possente Galacticmon.

### Galacticmon
Galacticmon (ラグナモン?, Ragnamon) è il Digimon risultante dalla fusione di Snatchmon con il satellite militare Gunslinger. È una creatura rassomigliante qualche sorta di velivolo spaziale, talmente enorme che soltanto la sua testa sovrasta sul Digimon di Livello Mega più grande che sia noto. Per enfatizzare questa caratteristica, lo si vede in orbita attorno al pianeta Terra, durante una scena di intermezzo del gioco.
Galacticmon sembra trasportare almeno due grandi lanciamissili, al posto delle braccia; non è noto, tuttavia, se essi servano da propulsori per il Digimon o siano delle vere e proprie armi d'attacco. La sua coda possiede una piccola testa sulla cima e, per tutta la sua lunghezza, presenta dei pannelli solari, una volta serviti al satellite come risorsa di energia. Sempre dal satellite Gunslinger, il Digimon eredita l'arma finale "Ragnarok Cannon", seppur con potenza apparentemente ridotta rispetto all'originale.
Oltre a ciò, sembra esserci un sistema di manutenzione a sua difesa, che include una mano metallica scheletrica: quest'ultima è utilizzata per attaccare o per bloccare gli attacchi diretti alla testa del Digimon. Tuttavia, non è chiaro se essa faccia parte del corpo della creatura o se, più semplicemente, sia un elemento che si limita a fluttuare a mezz'aria.
Durante il combattimento finale, Junior deve vedersela dapprima con la coda, per poi passare alla testa di Galacticmon. La prima si limita ad attaccare con tecniche fisiche, come trafiggere l'avversario o lanciare un raggio d'energia dalla sua punta. Una volta sconfitta, la testa interviene utilizzando il Ragnarok Cannon, ricudendo al limite la vita dei Digimon del ragazzo e, successivamente, inizia anch'essa a combattere. La testa, in particolare, ha l'abilità di copiare una delle tecniche dei Digimon avversari e di spararla attraverso un piccolo raggio. Galacticmon può, inoltre, schiaffeggiare l'avversario con le sue mani o, invece, lanciare un gigantesco raggio di vento.
Una volta sconfitto, Galacticmon esplode e cade sulla Terra sotto forma di pioggia di meteore. Lo scopo del Digimon era quello di fondersi con la Terra stessa, diventando così Gaiamon.

### Gaiamon
Gaiamon (ガイアモン?) è il Digimon che si sarebbe originato dalla fusione di Galacticmon col pianeta Terra, determinando l'estinzione della razza umana e la creazione di un'entità dalla potenza inimmaginabile.
Giacché tale evento non è andato a compimento nel gioco, non si ha alcuna idea dell'aspetto o dell'effettiva potenza di questo Digimon.
Tuttavia, viste le circostanze, si ritiene che esso sarebbe potuto diventare il Digimon più potente mai esistito e creato.

### Destromon
Destromon (デストロモン?) è un Digimon rassomigliante una sottospecie di dinosauro robotico, di colore rosso. Questa creatura è armata di un numero considerevole di cannoni energetici, specialmente sui polsi e sulle spalle. La sua arma principale è posta sul petto.
Questo Digimon è il risultato della fusione di Vemmon con la fortezza semovente sperimentale, nota come Juggernaut. Appena creata, questa mostruosa creatura ha fatto sfoggio della propria forza distruggendo una flotta navale con facilità, prima di dirigersi verso la città più vicina.
Creduto per lungo tempo come un Digimon inarrestabile, il suo unico punto debole è stato, infine, individuato proprio da Junior. I ragazzi sono riusciti, così, a fermare la terribile macchina prima che portasse a compimento la distruzione della città, facendola auto-distruggere.
Non sono noti ulteriori dettagli in riferimento a questo Digimon, giacché presente soltanto nelle scene di intermezzo del gioco stesso.

## Accoglienza
Raffaele Staccini di Multiplayer.it classificò Digimon World 2003 come il settimo miglior gioco della serie.